# Joplin Challenger 2006
Il Joplin Challenger 2006 è stato un torneo di tennis facente parte della categoria ATP Challenger Series nell'ambito dell'ATP Challenger Series 2006. Il torneo si è giocato a Joplin negli Stati Uniti dal 13 al 19 febbraio 2006 su campi in cemento indoor.

## Vincitori

### Singolare
Jesse Witten ha battuto in finale  Benjamin Becker con il punteggio di 6–3, 7–6(6)

### Doppio
Henry Adjei-Darko /  Lesley Joseph hanno battuto in finale  Benjamin Becker /  Simon Greul con il punteggio di 6–3, 7–6(3)